# 陆锦标
陆锦标（1953年—），美国華裔粒子物理学家。

## 生平
1973年进入香港大学，1976年获物理学学士学位。后于1983年获罗格斯大学物理学博士学位。之后在华盛顿大学做了3年研究。1989年就职于加利福尼亚大学伯克利分校。他与中国物理学家王贻芳策划了大亚湾核反应堆中微子实验，发现了新型的中微子震荡模式及其振荡几率，并因此获得了2014年潘诺夫斯基奖、2015年基础物理学突破奖。他还参与了DUNE项目，研究中微子扇区的质量级列问题。陆锦标是美国物理学会会员。現任香港科技大學物理學系講座教授。